# Drottning Kristinas lövsal

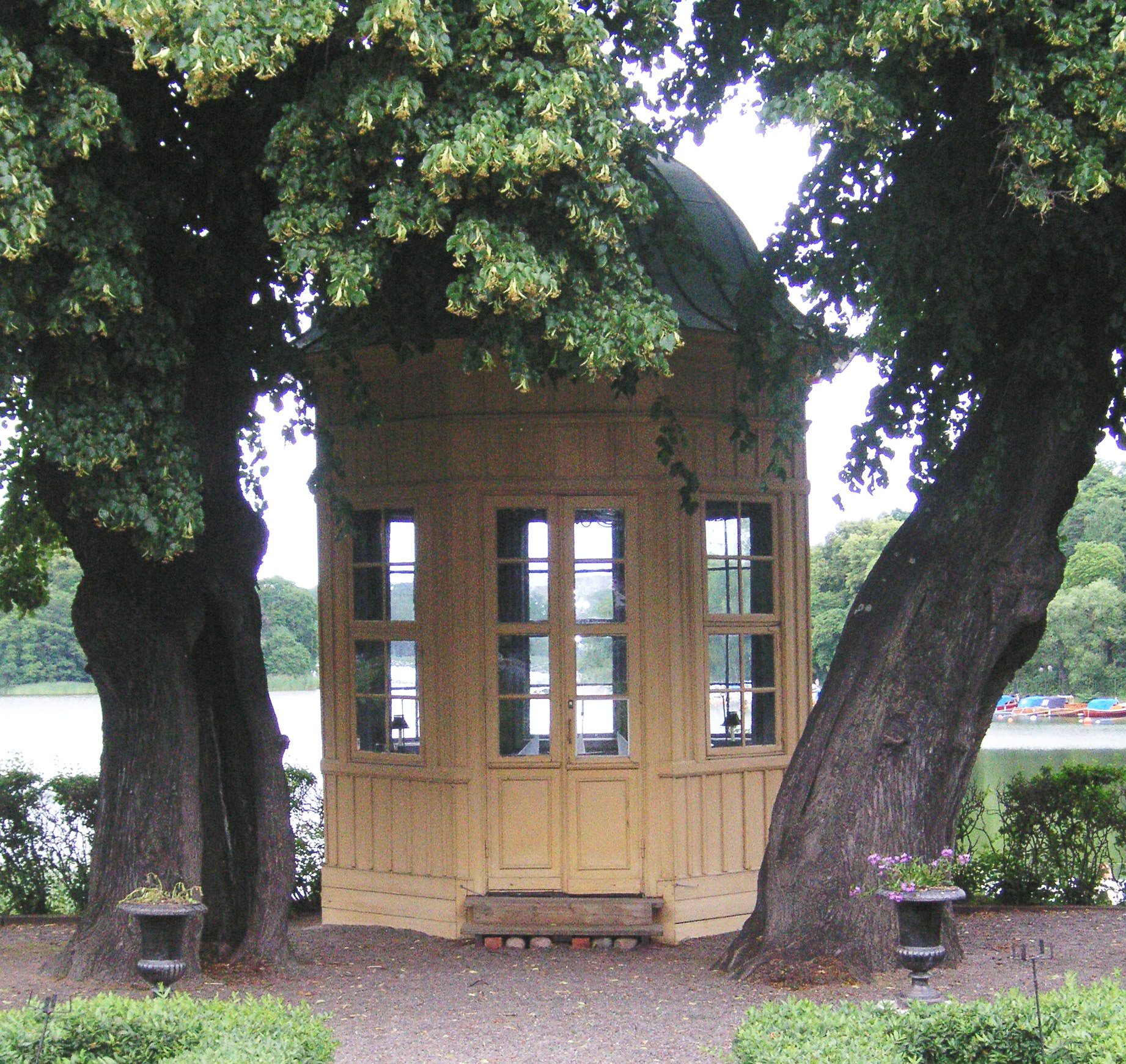
Lövsalen 2007.

Drottning Kristinas lövsal kallas den lövsal som bildas av ett åttkantigt lusthus med tillhörande 1700-tals-lindar vid Stallmästaregården i Solna, nära Hagaparken.

## Beskrivning

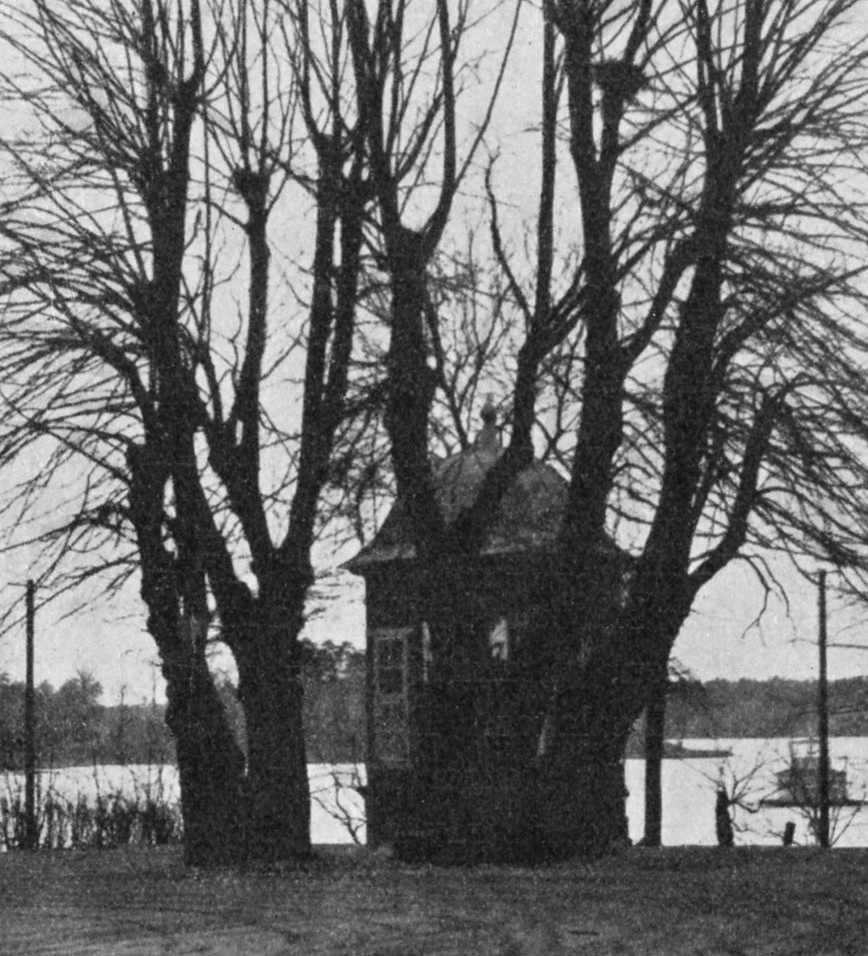
Lövsalen 1926.

Stallmästaregården är Stockholmstraktens äldsta kvarvarande utvärdshus med samma funktion sedan 1600-talets mitt. Drottning Kristina brukade ofta rida och jaga i trakterna kring Brunnsviken och när hon år 1645 passerade stallmästare Håkanssons gård med sitt följe, beslöt hon sig att fira midsommar där. Ryktet om detta spred sig i staden och stallmästaren Ebbe Håkansson beslöt sig därefter att öppna ett värdshus. 
På Lucas Boogers (falkenerare vid Fredrik I:s hov) initiativ tillkom på 1730-talet det så kallade Tingshuset, värdshuset höjdes med en våning och parterren ner mot Brunnsviken anlades. Booger lät även flytta hit det lilla åttkantiga 1600-tals lusthus och plantera fyra lindar, varav två finns kvar än idag, arrangemanget har kallats Drottning Kristinas lövsal. Med sitt läge intill Brunnsviken fungerade "lövsalen" även som sjömärke för krogen.
Lindarna i Drottning Kristinas lövsal planterades visserligen inte av drottning Kristinas men de är mycket gamla, enligt en källa från 1730-talet. Men Lindarna kan vara ännu äldre; enligt botanikern Rutger Sernander rör det sig "med säkerhet om verkliga sextonhundratalspjäser". I ett av järnbanden som stadgar grenarna vid stammen lär det finnas ett årtal från 1600-talet. År 1926 fanns fortfarande alla fyra lindar kvar och uppmättes av Sernander. Då hade deras stammar en omkrets av 260, 300, 310 respektive 335cm, mätt 1,5 meter över marken. I Sernanders naturminnesregister publicerat 1935 i Stockholmstraktens natur- och kulturminnen upptas Drottning Kristinas lövsal som naturminne nr 259. Lövsalen är dock sedan länge upphävd som naturminne.
Lövsalen uppmärksammades redan på 1800-talet. Publicisten Georg Scheutz skrev 1860 i "Stockholm, Illustrerade utkast" bland annat: Paviljongen på Stallmästaregården är ännu qvar i sitt ursprungliga skick; den är af trä, men genom sorgfällig omvårdnad fullkomligt väl bibehållen, och står vid gårdens strand. Till vestibul framför dörrn resa sig fyra gamla lindar, uppbärande ett af deras täta kronor bildadt löftak…